# مركز مؤتمرات كيغالي
مركز مؤتمرات كيغالي هو مركز مؤتمرات يقع في كيغالي عاصمة رواندا.